# ОШ „Станоје Миљковић” Брестовац
ОШ „Станоје Миљковић” у Брестовцу, насељеном месту на територији Града Бора, наставља традицију школе основане у селу 1867. године.

## Историјат
На седници Скупштине општине Бор одржаној 12. јула 1968. године донета је одлука да се рад основних школа спроводи у четири школска подручја. Према одлуци подручје школе у Брестовцу чиниће Основна школа „Станоје Миљковић“ у Брестовцу, са осморазредним школама у Метовници и Шарбановцу и четвороразредним одељењима у засеоку Сува Река и на Тимоку.
Развој основног образовања у овим насељима почео је у другој половини 19. века. Основна школа у Шарбановцу основана је 1866. године, у Брестовцу 1867. а у Метовници 1870. године. Од 1893. године ове школе формирају и одељења за школовање женске деце.
Основна школа у Брестовцу је наставу реализовала у приватним кућама до 1879. године када је саграђена прва школска зграда, а 1904. године школа добија нову школску зграду са воћњаком и ружичњаком која је основа данашње зграде.
Школа која је носила име  „Државна Основна школа Брестовачка“ добила је нови назив Основна школа „Вук Караџић”. У периоду после Другог светског рата школа је носила назив „Змај Јован Јовановић” до 1965. године када добија назив „Станоје Миљковић”. Школа је радила као четвороразредна до 1950. године када прераста у шестогодишњу, а 1953. године постаје осмогодишња школа. Школска зграда је обновљена и дограђена 1955. године. Имала је 10 учионица, школску радионицу и друге просторије.